# Supermodelo

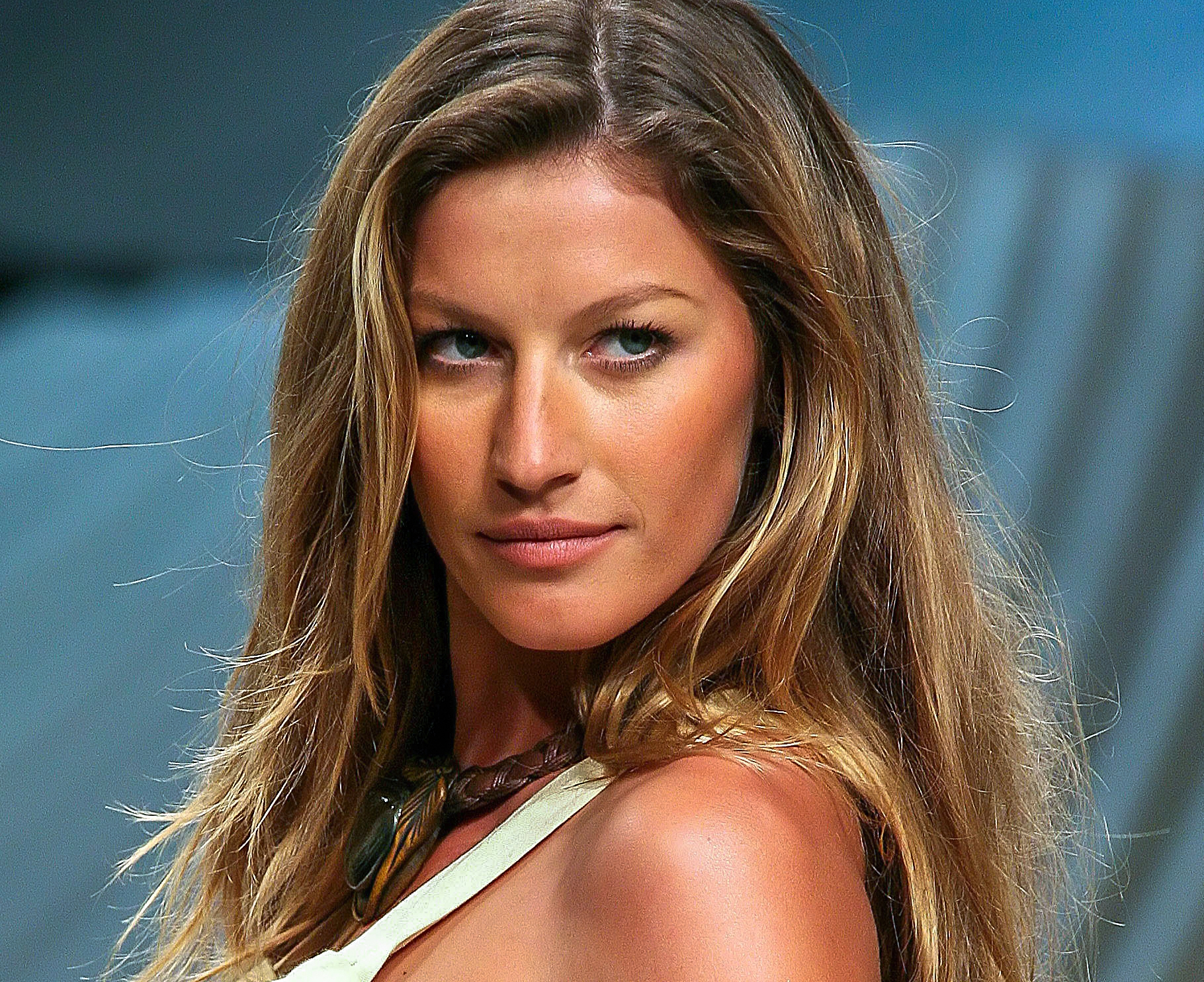
A über-model brasileira Gisele Bündchen

Supermodelo é uma modelo de elite, que ganha salários milionários, é conhecida mundialmente e está vinculada ao mundo da moda. O termo começou a tornar-se popular a partir dos anos 1980.

## Aplicação
As modelos de elite, às quais se aplica o termo "supermodelo", frequentemente compartilham características similares: têm grande reputação na indústria da moda, trabalham para grandes estilistas e marcas, fazem contratos e campanhas de milhões de dólares e seus nomes se tornam familiares ao grande público, gozando de reconhecimento mundial associado à sua profissão de modelo. Geralmente, estão nas capas de grandes revistas a nível mundial.
Como Claudia Schiffer declarou, "para alguém se tornar uma supermodelo, tem de estar em todas as capas por todo o mundo ao mesmo tempo, para que as pessoas a possam reconhecer". Ser reconhecida pelo primeiro nome é um forte indicativo do status de uma supermodelo na indústria da moda.

## História

### Origens do termo
De acordo com Model: The Ugly Business of Beautiful Women de Michael Gross, a primeira utilização de que se tem conhecimento do termo "supermodel" ("supermodelo") foi nos anos 1940 por um agente chamado Clyde Matthew Dessner num manual que ele escreveu sobre modelos. O termo "supermodelo" só entrou para a cultura popular a partir dos anos 1980 com as modelos Janice Dickinson e Christie Brinkley.
Janice Dickinson freqüentemente afirma ter sido a inventora do termo. Numa entrevista, Janice afirmou ter criado a palavra "supermodel" em 1979, como uma palavra-valise unindo superman e model. De acordo com ela, sua agente Monique Pilar da Elite Modeling Agency perguntou-lhe: "Janice, com tanto trabalho quem você pensa que é, Super-Homem?". E ela replicou dizendo, "não... eu sou uma supermodelo querida e você vai se referir a mim como uma supermodelo e vamos criar uma categoria de supermodelos". Dickinson também afirma ter sido a primeira supermodelo.
Todavia, a edição estadunidense da Vogue usou o termo "supermodel" em sua capa para descrever Margaux Hemingway (neta do famoso escritor Ernest Hemingway), na edição de 1 de Setembro de 1975. A revista TIME já havia descrito a britânica Jean Shrimpton quatro anos antes como tal e a Vogue britânica já classificava Shrimpton como supermodelo desde os anos 60, quando ela era a maior, mais popular e mais bem paga modelo do mundo.

### A primeira supermodelo
Lisa Fonssagrives é considerada por várias fontes da indústria da moda como a primeira supermodelo do mundo. Fonssagrives foi uma figura recorrente nas grandes revistas de moda e de assuntos gerais dos anos 1930 aos anos 1950, incluindo Town & Country, Life, Vogue, na Vanity Fair original e revista Time. A relação entre a imagem dela em mais de 200 capas da Vogue e o reconhecimento do seu nome conduziram à importância da Vogue em moldar o futuro das supermodelos.

### Anos 1960—1970

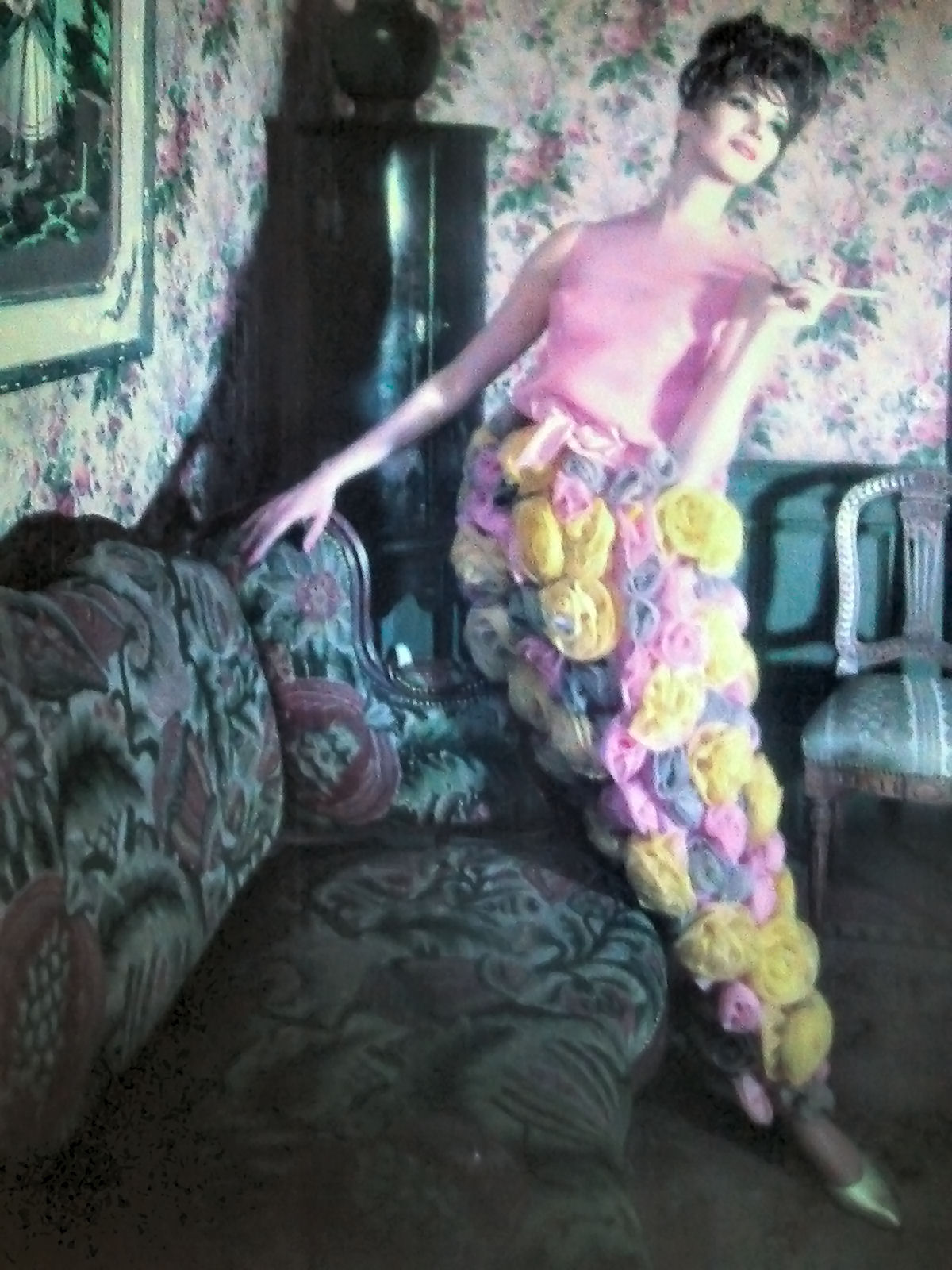
Wilhelmina, fotografada em fins dos anos 1950 (ou no início dos anos 1960) por Edgar de Evia.

Em 1968, um artigo em Glamour descreveu Twiggy, Cheryl Tiegs, Wilhelmina, Veruschka, Jean Shrimpton e quinze outras top models como "supermodelos." O termo supermodelo entrou em uso na década de 1960 por analogia com os superstars de Andy Warhol.
Nos anos 1970, algumas modelos tornaram-se mais destacadas a medida em que seus nomes tornavam-se mais conhecidos pelo público em geral. Em 1975, Margaux Hemingway assinou um  contrato milionário então sem precedentes para ser o rosto do perfume Babe de Fabergé e no mesmo ano apareceu na capa da revista Time, rotulada como uma das "New Beauties" ("Novas Belezas"), dando um reconhecimento adicional às modelos. Lauren Hutton foi a primera modelo a obter um grande contrato com uma companhia de cosmética e apareceu na capa da Vogue 25 vezes. Donyale Luna tornou-se a primeiro modelo afro-americana a aparecer na capa da Vogue, na edição inglesa de março de 1966.  A primeira modelo afro-americana a aparecer na capa da Vogue americana foi Beverly Johnson, em 1974.

### Anos 1980—1990

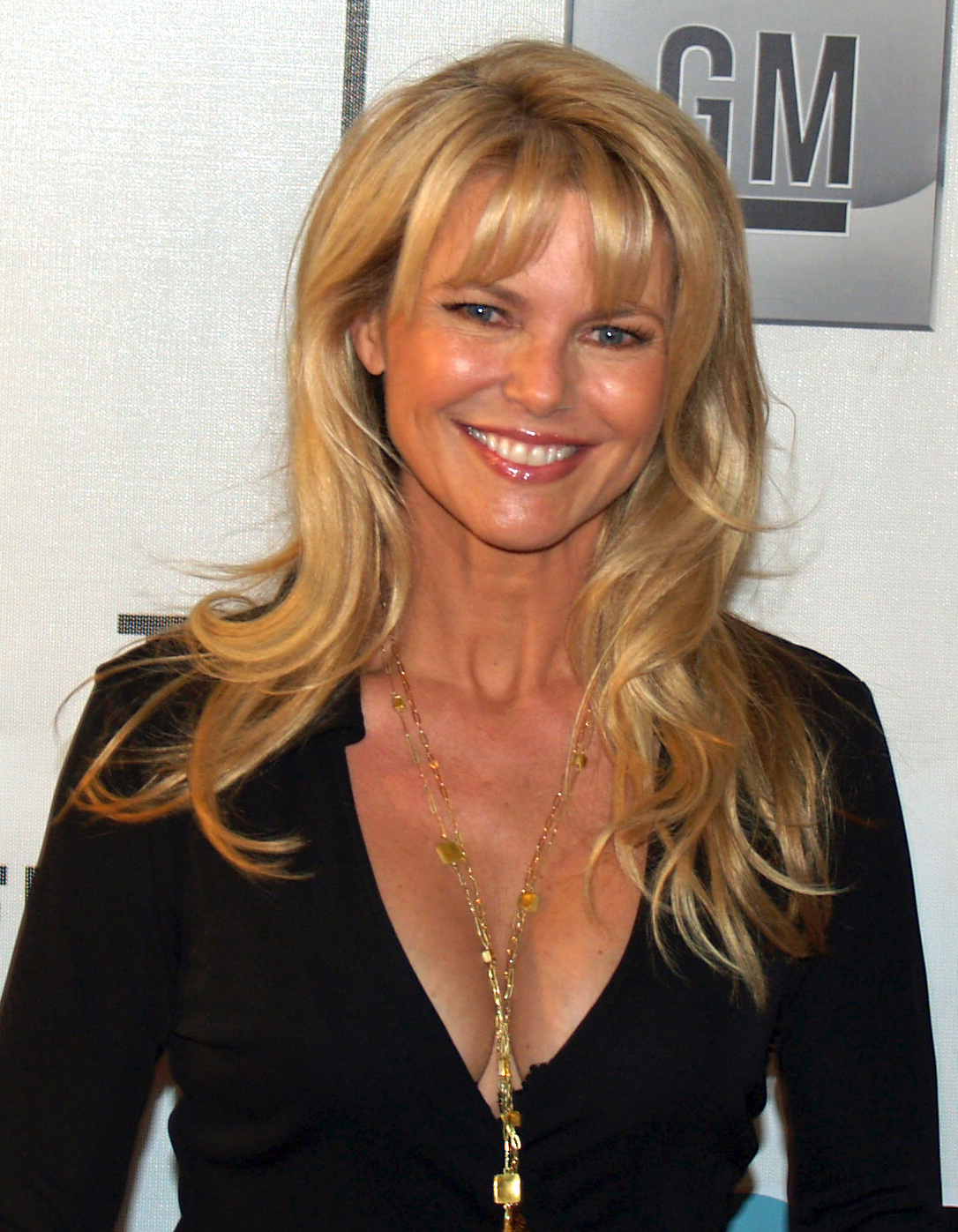
Christie Brinkley

No início dos anos 1980, RuPaul, se torna a primeira Drag Queen e até então, única, a ser intitulada assim, devido a seu hit de exaltação as supermodelos e aos inúmeros concursos vencidos. Inès de la Fressange foi a primeira modelo a assinar um contrato de exclusividade com uma maison de alta-costura, Chanel. Durante o início da década de 1980, os designers de moda começaram a anunciar em televisão e outdoors. As modelos tornaram-se individualmente familiares às massas, não mais rostos sem nome. Frequentadoras das passarelas tais como Gia Carangi, Carol Alt, Cheryl Tiegs, Renée Simonsen, Kim Alexis, Christie Brinkley, Elle MacPherson e Paulina Porizkova começaram a avalizar produtos com seus nomes, bem como com seus rostos, indo desde Diet Pepsi até caminhões da Ford. A medida em que as modelos aderiam ao velho glamour, começaram a substituir as estrelas de cinema como referências de luxo e riqueza. A esse respeito, muitos passaram a encarar as supermodelos não mais como indivíduos, mas como imagens simbólicas.
Por volta dos anos 1990, as supermodelos tornaram-se crescentemente proeminentes na mídia. O termo tornou-se equivalente a superstar, posto que sua fama elevou-se acima das meras "celebridades". Elas passaram a frequentar talk shows, a ser citadas em colunas de mexericos, a festejar nos pontos de vida noturna mais badalados, a participar em filmes, inspirar franquias, namorar ou casar com astros de cinema (ou dos esportes) e faturar milhões de dólares. A fama possibilitou que assumissem o controle de suas próprias carreiras, fizessem seu próprio marketing e recebessem altos rendimentos.

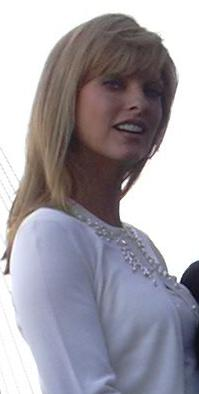
Linda Evangelista

Quando Linda Evangelista mencionou à Vogue que "nós não saímos da cama por menos de 10 000 dólares por dia", pode ter brincado de representar uma sindicalista de luxo, mas o comentário de 1990 tornou-se a citação mais notória da história das modelos. Em 1991, Christy Turlington assinou um contrato com a marca de cosméticos Maybelline, que lhe pagou 800 000 dólares por apenas doze dias de trabalho por ano. Quatro anos depois, Claudia Schiffer alegadamente recebeu 12 milhões de dólares por vários contratos como modelo. Autoridades tais como Karl Lagerfeld ou a revista Time declararam que as supermodelos eram mais glamourosas que estrelas de cinema.
Embora muitas modelos tenham sido citadas como supermodelos durante esta época, somente as chamadas "Big Six" ("Seis Grandes") eram oficialmente reconhecidas e aceitas pelo mundo da moda como supermodelos: Claudia Schiffer, Cindy Crawford, Kate Moss, Linda Evangelista, Naomi Campbell e Christy Turlington. Elas eram as mais requisitadas e dominavam coletivamente as capas de revistas, desfiles de moda, páginas editoriais e publicidade, tanto impressa quanto radiodifundida. Excluindo Moss, são conhecidas como as "supermodelos originais".

### Anos 1990—2000
Nos anos 2000 atrizes, cantores pop e outras celebridades da indústria do entretenimento começaram a substituir gradualmente as modelos nas capas de revista e campanhas publicitárias. O pêndulo da ribalta deixou muitas modelos no anonimato. Uma popular "teoria conspiratória" explica que o desaparecimento das supermodelos se deveu ao fato de designers e editores de moda estarem já "cansados" da atitude "Não vou sair da cama por menos de 10 000 dólares por dia" e a certeza de que um pequeno grupo de modelos jamais teria o poder das "Big Six" ("Seis Grandes") dos anos 1990.
Charles Gandee, editor associado da Vogue, afirmou na altura que os preços elevados e atitudes menos profissionais também contribuíram para o declínio das supermodelos. Como as roupas se tornaram menos espetaculares e chamativas, os designers voltaram-se para modelos que fossem menos glamourosas, de modo a que não superassem as roupas que vestiam. A maioria das modelos era proveniente de culturas e países não anglófonos, tornando assim mais difícil serem conhecidas nos meios de comunicação e publicidade em países de língua inglesa. As oportunidades das modelos brilharem no mundo da moda foram assim diminuindo. Supermodelos como Tyra Banks e Lisa Snowdon deixaram a moda em maio de 2005, mas Snowdon ainda faz um ou outro trabalho. Banks também posa de vez em quando e participa pontualmente num show de TV para casting de futuras modelos profissionais, America's Next Top Model.
Neste período, os meios de comunicação dedicados à moda aplicam o termo supermodelo unicamente a profissionais que sejam reconhecidas mundialmente e que tenham tido uma vasta experiência no mundo da alta-costura. Geraldine Maillet, uma célebre escritora francesa e ex-modelo, relata com humor e cinismo a ascensão e o declinio das supermodelos no seu livro Presque Top Model (Quase Supermodelo).
No fim dos anos 1990, a revista norte-americana New York Magazine criou a terminologia über-model para designar especificamente o sucesso inédito atingido pela modelo brasileira Gisele Bündchen, então com dezoito anos. O termo, que vem do alemão e significa “acima de todas”, foi criado para designar especificamente a carreira da modelo, que foi a que teve mais sucesso, foi a mais requisitada e consequentemente a mais bem paga da indústria da moda até os dias de hoje.

### 2010—atualidade
Na primeira década do século XXI, as celebridades de Hollywood voltaram a reocupar o espaço perdido para as supermodelos nas décadas anteriores. Segundo declarou Claudia Schiffer, "supermodelos, como fomos um dia, não existem mais". Schiffer, contudo, citou uma exceção,a brasileira Gisele Bündchen, "a única no mundo a ter notoriedade suficiente para ser considerada uma supermodelo". Modelo mais rica do mundo, segundo o Guiness, com uma fortuna em 2007 avaliada em 70 milhões de dólares pela revista Forbes, após ter sido considerada, em 1999, como a melhor modelo do mundo pela Vogue America.
Durante a segunda década, campanhas de marketing visando obter vendas para mulheres acima dos 50 anos, recuperaram supermodelos como Cindy Crawford,Elle Macpherson, Stephanie Seymour e Christie Brinkley de modo a promover produtos específicos para uma faixa etária de clientes relevante no mercado.

## Supermodelos masculinos

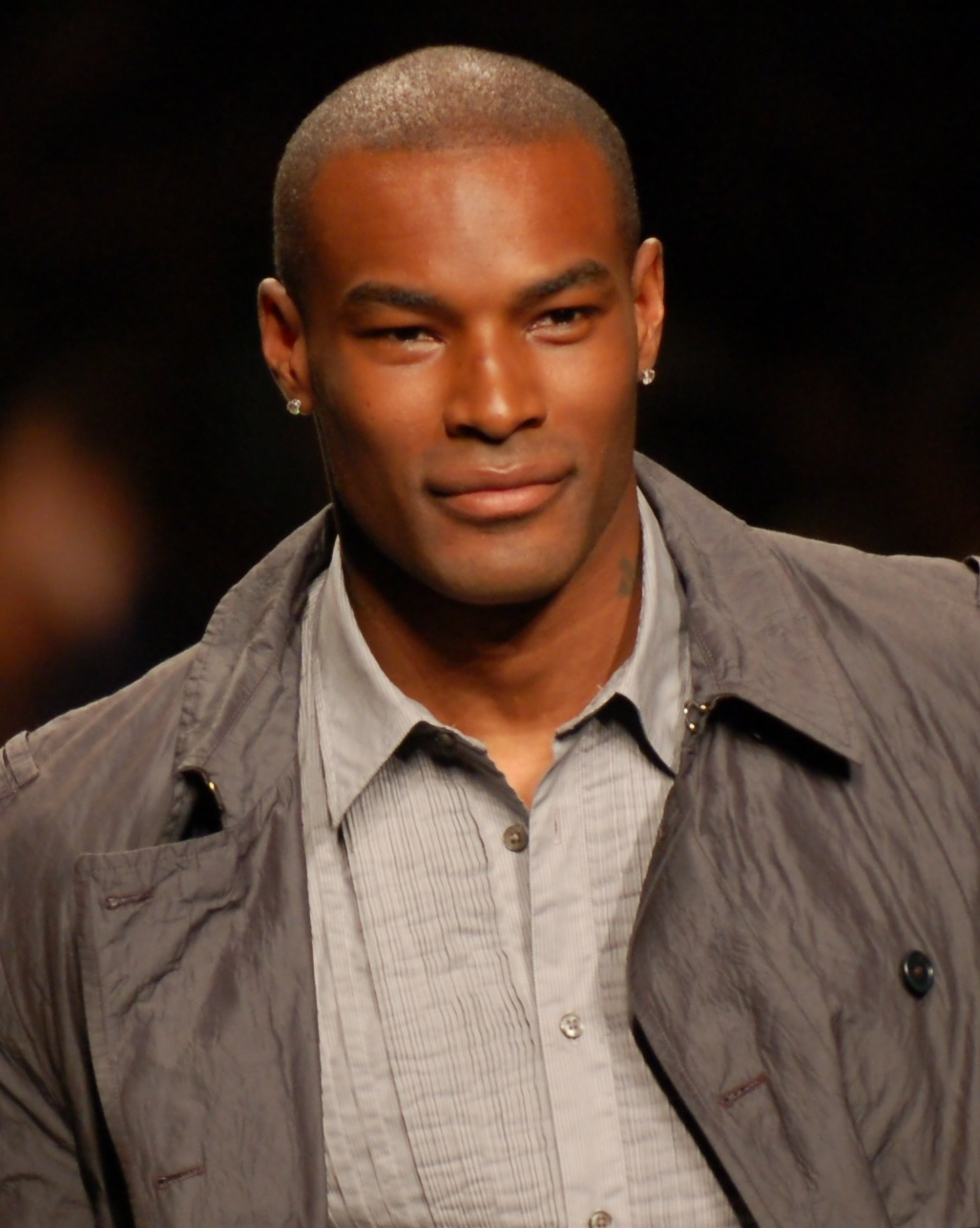
Tyson Beckford na FashionWeekLive, San Francisco (2007)

A moda masculina representa apenas uma fração da indústria, mas, não obstante, desempenha seu papel no mundo da moda, embora seja menos compensadora do que sua contrapartida feminina. Entre os supermodelos masculinos estão Bruno Santos, Marcus Schenkenberg, Tyson Beckford, Travers Beynon, Mark Vanderloo, Antonio Sabàto, Jr. e Michael Bergin. A pessoa do gênero masculino, mas fazendo arte drag, que se encaixa nessa modalidade é a mãe das Drags, RuPaul.

## Críticas
Críticas sobre supermodelos enquanto indústria, tem surgido frequentemente dentro e fora da imprensa ligada à moda, desde reclamações sobre mulheres que almejam esse status tornarem-se demasiado magras,  até denúncias de racismo, e até a posto que as "supermodelos"  geralmente tem de obedecer a um padrão de beleza da Europa setentrional. De acordo com o editor de moda Guy Trebay do The New York Times, em 2007, o look "androide" é o mais popular, com um corpo magro acompanhado por um olhar vago, de acordo com convenções estabelecidas pela indústria da moda, de forma a realçar a alta-costura. Isto nem sempre foi assim. Nos anos 1970, modelos mais atléticas, negras e com caraterísticas "étnicas" variadas predominavam nas passarelas, mas as mudanças sociais ocorridas desde então permitiram aos principais decisores da indústria de moda fugir a sugestões de "diversidade".